# Kromann Reumert
Kromann Reumert är en av Danmarks största advokatbyråer med cirka 550 anställda, varav cirka 300 är advokater. Byrån har kontor i Köpenhamn, Århus och London.
Kromann Reumert grundades år 2000 genom ett företagsförvärv med Kromann & Münter och Reumert & Partnere. Kromann & Münter var resultatet av ett tidigare företagsförvärv av två advokatbyråer i Köpenhamn. Under tidigt 1990-tal förvärvades Kromann & Münter med Århusfirman Storm Mortensen och blev Jyllands största advokatfirma.